# Amphilius dimonikensis
Amphilius dimonikensis är en fiskart som beskrevs av Skelton 2007. Amphilius dimonikensis ingår i släktet Amphilius och familjen Amphiliidae. IUCN kategoriserar arten globalt som sårbar. Inga underarter finns listade i Catalogue of Life.